# Pediobius incertulus
Pediobius incertulus är en stekelart som beskrevs av Khan, Agnihotri och Sushil 2005. Pediobius incertulus ingår i släktet Pediobius och familjen finglanssteklar. Inga underarter finns listade i Catalogue of Life.